# Diploderma polygonatum
Diploderma polygonatum är en ödleart som beskrevs av  Hallowell 1861. Diploderma polygonatum ingår i släktet Diploderma och familjen agamer.
Denna ödla förekommer på Ryukyuöarna (Japan) och på norra Taiwan. I södra delen av ön Kyushu och på mindre öar i närheten blev arten introducerad. Den lever i låglandet och i bergstrakter upp till 1300 meter över havet. Exemplaren hittas oftast vid skogskanter. De har insekter, spindeldjur och kanske ungar av geckoödlor som föda. Honor lägger flera gångar per år 3 till 6 ägg per tillfälle. De flesta ägg läggs under våren och sommaren samt på Taiwan endast under dessa årstider. Hannar har avgränsande revir som är upp till 50 m² stora.
Olika populationer hotas av introducerade fiender som vesslor eller manguster. Även skogsröjningar påverkar beståndet. På enskilda öar försvann arten. IUCN listar Diploderma polygonatum som nära hotad (NT).

## Underarter
Arten delas in i följande underarter:
- D. p. donan
- D. p. xanthostoma
- D. p. ishigakiensis
- D. p. miyakensis